# Festival International de Jazz de Montréal
Festival International de Jazz de Montréal (engelsk: Montreal International Jazz Festival) er en årlig jazz festival som afholdes i Montreal i Québec, Canada. Montreals Jazz Festival havde i 2004 rekorden som verdens største jazz festival ifølge Guinness Rekordbog . Hvert år er der oprædener af 3.000 kunstnere fra 30 lande, og mere end 650 koncerter (herunder 450 gratis udendørs forestillinger), tæt på 2,5 millioner besøgende (34% af dem er turister), samt 400 akkrediterede journalister. Festivalen finder sted på 10 gratis udendørs scener og i 10 koncertsale. Den første Montreal Jazz festival afholdtes i 1980.